# Alstrup (Naur Sogn)
Alstrup er en landsby lige syd for den vestlige ende af Nordre Ringvej nordvest for Holstebro med 219 indbyggere  (2025). Alstrup er beliggende i Naur Sogn, Holstebro Kommune, Region Midtjylland.